# Nederlandse gemeenteraadsverkiezingen 2022
De Nederlandse gemeenteraadsverkiezingen in 2022 waren reguliere gemeenteraadsverkiezingen in Nederland. Zij werden gehouden op 16 maart 2022 in 332 van de 345 gemeenten.

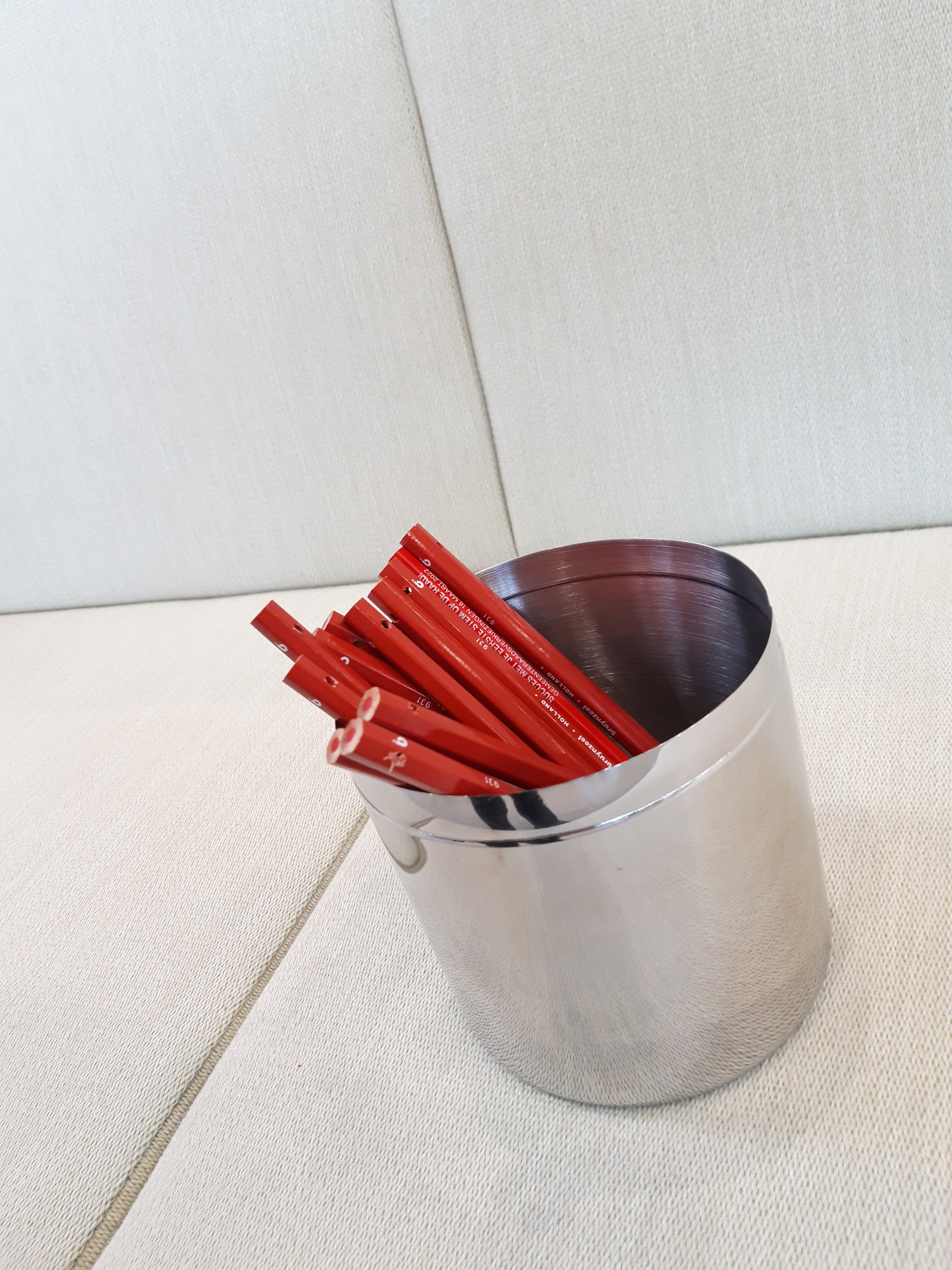
Rode stempotloden worden na gebruik schoongemaakt, of men mag ze mee naar huis nemen

## Gemeenten zonder verkiezing

### Herindeling
In de volgende gemeenten werden op 16 maart 2022 geen reguliere gemeenteraadsverkiezingen gehouden omdat zij recent betrokken (geweest) zijn bij een herindeling:
- Herindeling per 1 januari 2021

In de gemeenten Boxtel, Eemsdelta, Oisterwijk en Vught waren herindelingsverkiezingen gehouden op 18 november 2020.
- Herindeling per 1 januari 2022

In de gemeenten Dijk en Waard, Land van Cuijk, Maashorst en Purmerend waren herindelingsverkiezingen gehouden op 24 november 2021.
- Herindeling per 24 maart 2022[c]

In de gemeenten Amsterdam en Weesp zijn herindelingsverkiezingen gehouden op 16 maart 2022.
- Herindeling per 1 januari 2023

In de gemeenten Brielle, Hellevoetsluis en Westvoorne zijn herindelingsverkiezingen gehouden op 23 november 2022.

### Openbaar lichaam
De openbare lichamen Bonaire, Saba en Sint Eustatius (Caribisch Nederland) hebben veel taken die in de rest van Nederland door gemeenten worden uitgevoerd. De eilandsraadsverkiezingen voor deze openbare lichamen vinden echter tegelijk met Provinciale Statenverkiezingen plaats. Deze Eilandsraadsverkiezingen 2023 gingen op 15 maart 2023 door.

## Uitslag

### Opkomst
| 2022              | # stemmen  | %     |
| ----------------- | ---------- | ----- |
| Kiesgerechtigden  | 13.314.638 |       |
| Niet opgekomen    | 6.707.547  | 50,38 |
| Opkomst           | 6.607.091  | 49,62 |
| Ongeldige stemmen | 15.556     | 0,24  |
| Blanco stemmen    | 19.325     | 0,29  |
| Geldige stemmen   | 6.572.210  | 99,47 |

### Landelijke uitslagen
| Partij          | % stemmen | # zetels |
| --------------- | --------- | -------- |
| lokale partijen | 35,75     | 3.453    |
| VVD             | 11,66     | 988      |
| CDA             | 11,62     | 1.105    |
| D66             | 8,55      | 619      |
| GL              | 8,12      | 537      |
| PvdA            | 7,27      | 558      |
| CU              | 4,02      | 304      |
| SP              | 2,69      | 173      |
| SGP             | 1,73      | 229      |
| PvdD            | 1,07      | 63       |
| DENK            | 0,95      | 25       |
| PVV             | 0,91      | 61       |
| FVD             | 0,84      | 50       |
| Volt            | 0,63      | 20       |
| 50PLUS          | 0,61      | 24       |
| BVNL            | 0,24      | 17       |
| BIJ1            | 0,21      | 8        |
| JA21            | 0,13      | 2        |

De bovenstaand vermelde landelijke partijen namen niet in alle gemeenten deel aan de verkiezingen.